# Sanguilevator yearsleyi
Sanguilevator yearsleyi is een lintworm (Platyhelminthes; Cestoda). De worm is tweeslachtig. De soort leeft als parasiet in andere dieren.
Het geslacht Sanguilevator, waarin de lintworm wordt geplaatst, wordt tot de familie Cathetocephalidae gerekend. De wetenschappelijke naam van de soort werd voor het eerst geldig gepubliceerd in 2005 door Caira, Mega & Ruhnke.